# Список глав Молдовы

Штандарт президента Молдовы

Список глав Молдовы включает лиц, являвшихся главой государства Молдовы с момента провозглашения Молдавской Демократической Республики в составе Российской республики в 1917 году.
В настоящее время главой государства является Президент Республики Молдова (рум. Președinte al Republicii Moldova). Согласно действующей редакции конституции, начиная с состоявшихся в 2016 году выборов, президент избирается всенародным голосованием на 4 года с правом однократного переизбрания. В случае вакантности поста обязанности президента исполняет председатель Парламента или, при отсутствии такового, премьер-министр.
Использованная в первом столбце таблиц нумерация является условной; также условным является использование в первом столбце цветовой заливки, служащей для упрощения восприятия принадлежности лиц к различным политическим силам без необходимости обращения к столбцу, отражающему партийную принадлежность. Наряду с партийной принадлежностью, в столбце «Партия» также отражён беспартийный статус персоналий. В столбце «Выборы» отражены состоявшиеся выборные процедуры или иные основания получения полномочий. Для удобства список разделён на принятые в историографии периоды истории страны. Приведённые в преамбулах к каждому из разделов описания этих периодов призваны пояснить особенности её политической жизни.

## Молдавская Демократическая Республика (1917—1918)
После Февральской революции 1917 года в Бессарабской губернии установилось двоевластие: губернский комиссар Временного правительства и советы рабочих и солдатских депутатов. В октябре на Военно-молдавском съезде был создан Сфатул Цэрий (Совет страны) и провозглашена автономия Бессарабии. После Октябрьской революции в ноябре — декабре в отдельных городах и сёлах власть перешла к советам. Сложившаяся ситуация, а также курс Украинской Центральной рады на независимость побудили Сфатул Цэрий 2 (15) декабря провозгласить образование Молдавской Народной Республики (молд. Republica Democratică Moldovenească) в составе Российской республики и взять на себя функции высшего органа власти. В январе 1918 года Сфатул Цэрий призвал на территорию Бессарабии румынские войска. 24 января (6 февраля) МНР провозглашена независимой республикой, но уже 27 марта (9 апреля) объеденена с Румынией при условии сохранения автономии.
|        | Портрет | Имя (годы жизни)                                                    | Полномочия          | Полномочия               | Партия                            | Наименование должности                                       | Пр.   |
| Начало | Портрет | Имя (годы жизни)                                                    | Окончание           |                          | Партия                            | Наименование должности                                       | Пр.   |
| ------ | ------- | ------------------------------------------------------------------- | ------------------- | ------------------------ | --------------------------------- | ------------------------------------------------------------ | ----- |
| 1      |         | Ион Константинович Инкулец (1884—1940) молд. Ion Constantin Inculeț | 2 (15) декабря 1917 | 27 марта (9 апреля) 1918 | Партия социалистов-революционеров | Председатель Сфатул Цэрий молд. Președinte al Sfatului Țării | [ 4 ] |

## Бессарабия (1918) в составе Румынии
В марте 1918 года был опубликован проект конституции Молдавской Демократической Республики, в котором значилось, что МДР определялось как «независимое и неделимое государство, чья территория не может быть отчуждена», но уже 27 марта (9 апреля) Сфатул Цэрий под давлением Румынии большинством голосов принял решение о присоединении Бессарабии (рум. Basarabia) к Королевству Румыния при сохранении ею автономии в рамках Великой Румынии. 27 ноября (10 декабря), подчинившись требованиям румынских властей, Сфатул Цэрий принял решение о безусловном включении Бессарабии в состав Румынии; в тот же день король Фердинанд I издал указ о роспуске Сфатул Цэрий.
|        | Портрет                          | Имя (годы жизни)                                                           | Полномочия                 | Полномочия                  | Партия                            | Наименование должности                                      | Пр.   |
| Начало | Портрет                          | Имя (годы жизни)                                                           | Окончание                  |                             | Партия                            | Наименование должности                                      | Пр.   |
| ------ | -------------------------------- | -------------------------------------------------------------------------- | -------------------------- | --------------------------- | --------------------------------- | ----------------------------------------------------------- | ----- |
|        |                                  | Ион Константинович Инкулец (1884—1940) рум. Ion Constantin Inculeț         | 27 марта (9 апреля) 1918   | 3 (16) апреля 1918          | Партия социалистов-революционеров | Председатель Сфатул Цэрий рум. Președinte al Sfatului Țării | [ 4 ] |
|        |                                  | Константин Георгиевич Стере (1865—1936) рум. Constantin Gheorghe Stere     | 3 (16) апреля 1918         | 25 ноября (8 декабря) 1918  | беспартийный                      | Председатель Сфатул Цэрий рум. Președinte al Sfatului Țării | [ 5 ] |
|        | Бессарабская крестьянская партия | Константин Георгиевич Стере (1865—1936) рум. Constantin Gheorghe Stere     | 3 (16) апреля 1918         | 25 ноября (8 декабря) 1918  |                                   | Председатель Сфатул Цэрий рум. Președinte al Sfatului Țării | [ 5 ] |
|        |                                  | Пантелеймон Николаевич Халиппа (1883—1979) рум. Pantelimon Nicolae Halippa | 25 ноября (8 декабря) 1918 | 27 ноября (10 декабря) 1918 | [ 6 ]                             | Председатель Сфатул Цэрий рум. Președinte al Sfatului Țării |       |

## Бессарабская ССР (1919) в составе РСФСР
В апреле 1919 года советская армия освободила находившиеся с марта 1918 года под австро-венгерской оккупацией территории Северного Причерноморья и Приднестровья. 9 апреля в Одессе был сформирован Бессарабский революционный комитет во главе с Иваном Криворуковым. 1 мая правительства РСФСР и УССР направили Румынии ультимативную ноту о необходимости немедленного исполнения её обязательств от 5 марта 1918 года по выводу своих войск из Бессарабии. После невыполнения Румынией требований РККА пошла в наступление, заняв ряд населённых пунктов правобережья Днестра. 5 мая в Одессе по предложению ЦК РКП(б) было образовано Временное рабоче-крестьянское правительство Бессарабии под председательством Криворукова. 8 мая правительство издало манифест, в котором провозглашало создание Бессарабской Советской Социалистической Республики в составе РСФСР. Территорией республики объявлялись Бессарабия и волости на левом берегу Днестра, временной столицей — Тирасполь (де-факто до 23 мая — Одесса). Фактически же правительство Бессарабской ССР контролировало только Приднестровье, которое к сентябрю было занято Вооружёнными силами Юга России и войсками интервентов. Правительство было вынуждено отступить вместе с частями РККА.
| | Портрет | Имя (годы жизни)                       | Полномочия | Полномочия    | Партия                                           | Наименование должности                                                | Пр.   |
| Начало                                                                                                | Портрет | Имя (годы жизни)                       | Окончание  |               | Партия                                           | Наименование должности                                                | Пр.   |
| --- | ------- | -------------------------------------- | ---------- | ------------- | ------------------------------------------------ | --------------------------------------------------------------------- | ----- |
| |         | Иван Николаевич Криворуков (1883—1937) | 5 мая 1919 | сентябрь 1919 | Российская коммунистическая партия (большевиков) | Председатель Временного рабоче-крестьянского правительства Бессарабии | [ 8 ] |
| Председатель Временного Совета народных комиссаров Бессарабской Советской Социалистической Республики |         | Иван Николаевич Криворуков (1883—1937) | 5 мая 1919 | сентябрь 1919 | Российская коммунистическая партия (большевиков) |                                                                       | [ 8 ] |

## Молдавская ССР (1940—1991) в составе СССР
26 июня 1940 года во время Второй мировой войны СССР предъявил Румынии ультиматум с требованием о возвращении Бессарабии. Румыния была вынуждена принять условия, и спустя два дня советские войска вступили на территории Бессарабии, полностью заняв регион к 3 июля. 2 августа на VII сессии Верховного Совета СССР был принят Закон об образовании союзной Молдавской Советской Социалистической Республики (молд. Република Советикэ Сочиалистэ Молдовеняскэ). В новосозданную республику вошли большая часть Бессарабии и 6 районов Молдавской АССР, созданной в 1924 году как автономия в составе Украинской ССР; остальные 8 районов вошли в состав Украины. В феврале 1941 года на первой сессии Верховного Совета Молдавской ССР I созыва была принята конституция, согласно которой Верховный Совет являлся высшим органом законодательной власти в Молдове, избираемый на 4 года; высшим государственным стал пост председателя Президиума Верховного Совета Молдавской Советской Социалистической Республики.
В 1980-х годах в результате перестройки в СССР повысилась социальная активность населения страны и обострились национальные вопросы. В Молдавской ССР возникло общественное движение, провозглашавшее тезис об идентичности молдавского и румынского языков и призывавшее к объединению Молдавии с Румынией. В марте 1988 года на съезде Союза писателей СССР в Москве прозвучало предложение придать государственный статус языкам титульных наций всех республик Советского Союза. Так, в марте 1989 года был опубликован законопроект «О статусе государственного языка Молдавской ССР», послуживший началом к возникновению Приднестровского и Гагаузского конфликтов. Законопроект вызвал негативную реакцию среди части населения, не владеющей молдавским. Это привело к появлению стихийного общественного движения, выступавшего за введение в Молдавии двух государственных языков — молдавского и русского. Несмотря на это 31 августа Верховный Совет МССР придал молдавскому языку статус единственного государственного, что привело к новому витку развития межэтнических конфликтов. 5 июня 1990 года Верховный Совет переименовал страну в Советскую Социалистическую Республику Молдова (молд. Republica Sovietică Socialistă Moldova). 23 июня Совет утвердил заключение специальной комиссии по пакту Молотова — Риббентропа, в котором создание МССР было объявлено незаконным актом, а Бессарабия и Северная Буковина — оккупированными румынскими территориями, в соответствии с чем Верховный Совет принял Декларацию о суверенитете. 23 мая 1991 года Верховный Совет принял новое название страны — «Республика Молдова», а 27 августа объявил о её государственной независимости от СССР.
|                 | Портрет         | Имя (годы жизни)                                                        | Полномочия | Полномочия                       | Партия | Наименование должности | Пр.    |
| Начало          | Портрет         | Имя (годы жизни)                                                        | Окончание |                                  | Партия | Наименование должности | Пр.    |
| --------------- | --------------- | ----------------------------------------------------------------------- | --- | -------------------------------- | --- | --- | ------ |
| 2               |                 | Сергей Данилович Бурлаченко (1899—1962)                                 | 2 августа 1940 | 10 февраля 1941                  | Коммунистическая партия (большевиков) Молдавии | Председатель Бессарабского Временного революционного комитета молд. Прешединтеле Комитетулуй Револуционар Провизориу дин Басарабия | [ 12 ] |
| 3 (I—II)        |                 | Фёдор Григорьевич Бровко (1904—1960) молд. Фьодор Григорьевич Бровко    | 10 февраля 1941 | 13 мая 1947                      | Коммунистическая партия (большевиков) Молдавии | Председатель Президиума Верховного Совета Молдавской Советской Социалистической Республики молд. Прешединтеле Президиумулуй Советулуй Супрем ал Републичий Советиче Сочиалисте Молдовенешть / Președintele al Prezidiului Sovietului Suprem al Republicii Sovietice Socialiste Moldovenești | [ 13 ] |
| 3 (I—II)        | 13 мая 1947     | Фёдор Григорьевич Бровко (1904—1960) молд. Фьодор Григорьевич Бровко    | 28 марта 1951 |                                  | Коммунистическая партия (большевиков) Молдавии | Председатель Президиума Верховного Совета Молдавской Советской Социалистической Республики молд. Прешединтеле Президиумулуй Советулуй Супрем ал Републичий Советиче Сочиалисте Молдовенешть / Președintele al Prezidiului Sovietului Suprem al Republicii Sovietice Socialiste Moldovenești | [ 13 ] |
| 4 (I—III)       |                 | Иван Сергеевич Кодица (1899—1980) молд. Иван Сергеевич Кодицэ           | 28 марта 1951 | 24 марта 1955                    | Коммунистическая партия (большевиков) Молдавии | Председатель Президиума Верховного Совета Молдавской Советской Социалистической Республики молд. Прешединтеле Президиумулуй Советулуй Супрем ал Републичий Советиче Сочиалисте Молдовенешть / Președintele al Prezidiului Sovietului Suprem al Republicii Sovietice Socialiste Moldovenești | [ 14 ] |
| 4 (I—III)       | 24 марта 1955   | Иван Сергеевич Кодица (1899—1980) молд. Иван Сергеевич Кодицэ           | 17 апреля 1959 | Коммунистическая партия Молдавии | | Председатель Президиума Верховного Совета Молдавской Советской Социалистической Республики молд. Прешединтеле Президиумулуй Советулуй Супрем ал Републичий Советиче Сочиалисте Молдовенешть / Președintele al Prezidiului Sovietului Suprem al Republicii Sovietice Socialiste Moldovenești | [ 14 ] |
| 4 (I—III)       | 17 апреля 1959  | Иван Сергеевич Кодица (1899—1980) молд. Иван Сергеевич Кодицэ           | 3 апреля 1963 | Коммунистическая партия Молдавии | | Председатель Президиума Верховного Совета Молдавской Советской Социалистической Республики молд. Прешединтеле Президиумулуй Советулуй Супрем ал Републичий Советиче Сочиалисте Молдовенешть / Președintele al Prezidiului Sovietului Suprem al Republicii Sovietice Socialiste Moldovenești | [ 14 ] |
| 5 (I—IV)        |                 | Кирилл Фёдорович Ильяшенко (1915—1980) молд. Кирил Фьодорович Ильяшенко | 3 апреля 1963 | Коммунистическая партия Молдавии | 11 апреля 1967 | Председатель Президиума Верховного Совета Молдавской Советской Социалистической Республики молд. Прешединтеле Президиумулуй Советулуй Супрем ал Републичий Советиче Сочиалисте Молдовенешть / Președintele al Prezidiului Sovietului Suprem al Republicii Sovietice Socialiste Moldovenești | [ 15 ] |
| 5 (I—IV)        | 11 апреля 1967  | Кирилл Фёдорович Ильяшенко (1915—1980) молд. Кирил Фьодорович Ильяшенко | 14 июля 1971 | Коммунистическая партия Молдавии | | Председатель Президиума Верховного Совета Молдавской Советской Социалистической Республики молд. Прешединтеле Президиумулуй Советулуй Супрем ал Републичий Советиче Сочиалисте Молдовенешть / Președintele al Prezidiului Sovietului Suprem al Republicii Sovietice Socialiste Moldovenești | [ 15 ] |
| 5 (I—IV)        | 14 июля 1971    | Кирилл Фёдорович Ильяшенко (1915—1980) молд. Кирил Фьодорович Ильяшенко | 15 июля 1975 | Коммунистическая партия Молдавии | | Председатель Президиума Верховного Совета Молдавской Советской Социалистической Республики молд. Прешединтеле Президиумулуй Советулуй Супрем ал Републичий Советиче Сочиалисте Молдовенешть / Președintele al Prezidiului Sovietului Suprem al Republicii Sovietice Socialiste Moldovenești | [ 15 ] |
| 5 (I—IV)        | 15 июля 1975    | Кирилл Фёдорович Ильяшенко (1915—1980) молд. Кирил Фьодорович Ильяшенко | 10 апреля 1980 | Коммунистическая партия Молдавии | | Председатель Президиума Верховного Совета Молдавской Советской Социалистической Республики молд. Прешединтеле Президиумулуй Советулуй Супрем ал Републичий Советиче Сочиалисте Молдовенешть / Președintele al Prezidiului Sovietului Suprem al Republicii Sovietice Socialiste Moldovenești | [ 15 ] |
| 6 (I—II)        |                 | Иван Петрович Калин (1935—2012)                                         | 10 апреля 1980 | Коммунистическая партия Молдавии | 29 марта 1985 | Председатель Президиума Верховного Совета Молдавской Советской Социалистической Республики молд. Прешединтеле Президиумулуй Советулуй Супрем ал Републичий Советиче Сочиалисте Молдовенешть / Președintele al Prezidiului Sovietului Suprem al Republicii Sovietice Socialiste Moldovenești | [ 16 ] |
| 6 (I—II)        | 29 марта 1985   | Иван Петрович Калин (1935—2012)                                         | 24 декабря 1985 | Коммунистическая партия Молдавии | | Председатель Президиума Верховного Совета Молдавской Советской Социалистической Республики молд. Прешединтеле Президиумулуй Советулуй Супрем ал Републичий Советиче Сочиалисте Молдовенешть / Președintele al Prezidiului Sovietului Suprem al Republicii Sovietice Socialiste Moldovenești | [ 16 ] |
| 7               |                 | Александр Александрович Мокану (1934—2018)                              | 24 декабря 1985 | Коммунистическая партия Молдавии | 12 июля 1989 | Председатель Президиума Верховного Совета Молдавской Советской Социалистической Республики молд. Прешединтеле Президиумулуй Советулуй Супрем ал Републичий Советиче Сочиалисте Молдовенешть / Președintele al Prezidiului Sovietului Suprem al Republicii Sovietice Socialiste Moldovenești | [ 17 ] |
| и. о.           |                 | Иван Константинович Чебан (1927—2001) молд. Иван Константинович Чобану  | 12 июля 1989 | Коммунистическая партия Молдавии | 29 июля 1989 | Председатель Президиума Верховного Совета Молдавской Советской Социалистической Республики молд. Прешединтеле Президиумулуй Советулуй Супрем ал Републичий Советиче Сочиалисте Молдовенешть / Președintele al Prezidiului Sovietului Suprem al Republicii Sovietice Socialiste Moldovenești | [ 18 ] |
| 8 (I—III)       |                 | Мирча Иванович Снегур (1940—2023)                                       | 29 июля 1989 | Коммунистическая партия Молдавии | 27 апреля 1990 | Председатель Президиума Верховного Совета Молдавской Советской Социалистической Республики молд. Прешединтеле Президиумулуй Советулуй Супрем ал Републичий Советиче Сочиалисте Молдовенешть / Președintele al Prezidiului Sovietului Suprem al Republicii Sovietice Socialiste Moldovenești | [ 19 ] |
| 8 (I—III)       | 27 апреля 1990  | Мирча Иванович Снегур (1940—2023)                                       | 5 июня 1990 | беспартийный                     | Председатель Верховного Совета Молдавской Советской Социалистической Республики молд. Președintele al Sovietului Suprem al Republicii Sovietice Socialiste Moldovenești | | [ 19 ] |
|                 | 5 июня 1990     | Мирча Иванович Снегур (1940—2023)                                       | 3 сентября 1990 | беспартийный                     | Председатель Верховного Совета Советской Социалистической Республики Молдова молд. Președintele al Sovietului Suprem al Republicii Sovietice Socialiste Moldova         | | [ 19 ] |
| 3 сентября 1990 | 23 мая 1991     | Мирча Иванович Снегур (1940—2023)                                       | Президент Советской Социалистической Республики Молдова молд. Președinte al Republicii Sovietice Socialiste Moldova | беспартийный                     | | | [ 19 ] |
| 23 мая 1991     | 27 августа 1991 | Мирча Иванович Снегур (1940—2023)                                       | Президент Республики Молдова молд. Președinte al Republicii Moldova                                                 | беспартийный                     | | | [ 19 ] |

## Восстановление независимости (с 1991)
23 мая 1991 года Верховный Совет ССР Молдова принял новое название органа («Парламент») и страны — Республика Молдова (молд. Republica Moldova). 27 августа после провала переворота в Москве, парламент, осудивший действия ГКЧП, принял Декларацию о независимости Республики Молдова и провозгласил её выход из состава СССР. Между тем парламент признал неконституционными объявления независимости Гагаузии (19 августа 1990 года от Молдовы) и Приднестровья (2 сентября 1990 года от Молдовы и, соответственно, 25 августа 1991 года от СССР). Начавшийся 2 марта 1992 года вооружённый конфликт на левобережье Днестра был завершён 21 июля мирным соглашением между Молдовой и Россией и вводом в регион войск последней. В ходе последующего переговорного процесса Приднестровский конфликт был «заморожен», самопровозглашённая республика продолжает контролировать большую часть заявленной территории. Иным образом конфликт был урегулирован в Гагаузии. В ходе совместной работы правительств республик в 1992—1994 годах был согласован законопроект «Об особом правовом статусе Гагауз Ери (Гагаузии)», и после вступления в силу в августе 1994 года конституции Молдовы в декабре парламент страны принял закон, в соответствии с которым в составе унитарной республики создавалось автономное территориальное образование Гагаузия.
Принятая в 1994 году конституция изменила форму правления с президентской республики на парламентскую. В 1999 году президент Пётр Лучинский инициировал референдум для возвращения к прежней форме правления, однако после одобрения населения Партия коммунистов Республики Молдова (ПКРМ) и Альянс за демократию и реформы проголосовали за внесение поправок в конституцию, ограничивших полномочия главы государства и измененивших процедуру его выбора: всенародное голосование заменялось на внутрипарламентское. В 2000 году после неудавшихся выборов (трижды ни один из кандидатов не преодолевал требовавшийся порог голосов) президент в соответствии с конституцией распустил парламент и назначил новые выборы, по итогам которых большинство мест заняла ПКРМ, которая выдвинула кандидатом в президенты Владимира Воронина, победившего на выборах. В 2005 году коммунисты вновь одержали победу, а Воронин переизбран на второй срок. На парламентских выборах 5 апреля 2009 года ПКРМ получила большинство голосов, однако парламентская оппозиция оспорила результаты голосования, и 6 апреля в центре Кишинёва прошли акции протеста, переросшие в массовые беспорядки. Депутаты от оппозиционных партий бойкотировали президентские выборы, в результате чего, согласно конституции, парламент был распущен и 29 июля проведены повторные выборы. Партия коммунистов вновь получила большинство мест, однако объединившиеся в Альянс за европейскую интеграцию оппозиционные партии на заседании парламента в отсутствие депутатов от ПКРМ избрали председателем лидера Либеральной партии Михая Гимпу. 11 сентября Владимир Воронин сложил с себя полномочия главы государства.
В соответствии с конституцией Михай Гимпу занял пост временно исполняющего обязанности президента. 25 сентября 2009 года сформировано правительство во главе с представителем входящей в Альянс Либерально-демократической партии Владимиром Филатом. После неудачи референдума по изменению конституции (рассматривался вопрос о возвращении всенародных выборов президента), инициированного Гимпу в сентябре 2010 года, парламент был распущен и в ноябре проведены досрочные выборы, по результатам которых пост председателя парламента и врио президента занял представитель Альянса Мариан Лупу. После неудачных попыток в декабре 2011 года и в январе 2012 года в марте 2012 года президентом страны был избран Николай Тимофти. В марте 2016 года Конституционный суд признал поправки 2000 года недействительными и назначил на октябрь всенародные выборы, на которых одержал победу Игорь Додон. В 2020 году новым президентом была избрана Майя Санду.
|            | Портрет         | Имя (годы жизни)                                                   | Полномочия       | Полномочия      | Партия                                               | Выборы       | Наименование должности                                                                                          | Пр.           |
| Начало     | Портрет         | Имя (годы жизни)                                                   | Окончание        |                 | Партия                                               | Выборы       | Наименование должности                                                                                          | Пр.           |
| ---------- | --------------- | ------------------------------------------------------------------ | ---------------- | --------------- | ---------------------------------------------------- | ------------ | --- | ------------- |
| 8 (III—IV) |                 | Мирча Иванович Снегур (1940—2023) молд. Mircea Ion Snegur          | 27 августа 1991  | 15 января 1992  | беспартийный                                         | (1990)       | Президент Республики Молдова молд. Președinte al Republicii Moldova                                             | [ 23 ] [ 19 ] |
| 8 (III—IV) | 15 января 1992  | Мирча Иванович Снегур (1940—2023) молд. Mircea Ion Snegur          | 15 января 1997   | 1991            | беспартийный                                         |              | Президент Республики Молдова молд. Președinte al Republicii Moldova                                             | [ 23 ] [ 19 ] |
| 9          |                 | Пётр Кириллович Лучинский (1940—) молд. Petru Chiril Lucinschi     | 15 января 1997   | 7 апреля 2001   | беспартийный                                         | 1996         | Президент Республики Молдова молд. Președinte al Republicii Moldova                                             | [ 24 ] [ 25 ] |
| 10 (I—II)  |                 | Владимир Николаевич Воронин (1941—) молд. Vladimir Nicolae Voronin | 7 апреля 2001    | 7 апреля 2005   | Партия коммунистов Республики Молдова                | 2001         | Президент Республики Молдова молд. Președinte al Republicii Moldova                                             | [ 26 ] [ 27 ] |
| 10 (I—II)  | 7 апреля 2005   | Владимир Николаевич Воронин (1941—) молд. Vladimir Nicolae Voronin | 11 сентября 2009 | 2005            | Партия коммунистов Республики Молдова                |              | Президент Республики Молдова молд. Președinte al Republicii Moldova                                             | [ 26 ] [ 27 ] |
| и. о.      |                 | Михай Фёдорович Гимпу (1951—) молд. Mihai Toader Ghimpu            | 11 сентября 2009 | 28 декабря 2010 | Либеральная партия                                   | [ комм. 8 ]  | Временно исполняющий обязанности Президента Республики Молдова молд. Președinte interimar al Republicii Moldova | [ 28 ]        |
| и. о.      |                 | Владимир Васильевич Филат (1969—) молд. Vladimir Vasile Filat      | 28 декабря 2010  | 30 декабря 2010 | Либерал-демократическая партия Молдовы               | [ комм. 9 ]  | Временно исполняющий обязанности Президента Республики Молдова молд. Președinte interimar al Republicii Moldova | [ 29 ]        |
| и. о.      |                 | Мариан Ильич Лупу (1966—) молд. Marian Ilie Lupu                   | 30 декабря 2010  | 23 марта 2012   | Демократическая партия Молдовы                       | [ комм. 10 ] | Временно исполняющий обязанности Президента Республики Молдова молд. Președinte interimar al Republicii Moldova | [ 30 ]        |
| 11         |                 | Николай Васильевич Тимофти (1948—) рум. Nicolae Vasile Timofti     | 23 марта 2012    | 23 декабря 2016 | беспартийный                                         | 2011—2012    | Президент Республики Молдова рум. Președinte al Republicii Moldova                                              | [ 20 ] [ 31 ] |
| 12         |                 | Игорь Николаевич Додон (1975—) рум. Igor Dodon                     | 23 декабря 2016  | 24 декабря 2020 | Партия социалистов Республики Молдова → беспартийный | 2016         | Президент Республики Молдова рум. Președinte al Republicii Moldova                                              | [ 21 ] [ 32 ] |
| 13 (I—II)  |                 | Майя Григорьевна Санду (1972—) рум. Maia Sandu                     | 24 декабря 2020  | 24 декабря 2024 | Партия «Действие и солидарность» → беспартийная      | 2020         | Президент Республики Молдова рум. Președinte al Republicii Moldova                                              | [ 22 ] [ 33 ] |
| 13 (I—II)  | 24 декабря 2024 | Майя Григорьевна Санду (1972—) рум. Maia Sandu                     | действующий      | беспартийная    | 2024                                                 |              | Президент Республики Молдова рум. Președinte al Republicii Moldova                                              | [ 22 ] [ 33 ] |